# Steven Richardson
Steven Richardson (Windsor, 24 juli 1966) is een professioneel golfer uit Engeland. Hij speelde van 1990 - 2001 op de Europese PGA Tour.

## Amateur
Stevens vader gaf golfles in Lee-on-Solent in Hampshire. Hij zat in de nationale selectie van 1983 - 1989.

#### Gewonnen
- 1989: Engels Amateur Kampioenschap op de Royal St George's Golf Club

## Professional
Richardson werd in 1989 professional. Zijn professionele carrière begon met twee overwinningen in zijn tweede seizoen op de Europese Tour, waardoor hij op de 4de plaats van de Order of Merit kwam en mocht meespelen in de Ryder Cup op Kiawah Island. Hij won daar twee partijen met Mark James en verloor net zijn partij tegen Corey Pavin. Daarna gingen de resultaten langzaam achteruit zodat hij in 1998 weer terug moest naar de Tourschool. Hij stopte na 2001.

#### Gewonnen
- 1991: Girona Open op Pals, Portugees Open in Oporto
- 1993:  Mercedes German Masters

#### Teams
- Ryder Cup (namens Europa): 1991
- Alfred Dunhill Cup (namens Engeland): 1991, 1992 (winnaars)
- World Cup (namens England): 1991, 1992
- Four Tours World Championship: 1991 (winnaars)